# Ad diem illum laetissimum
L’Ad diem illum laetissimum è un'enciclica di papa Pio X, datata 2 febbraio 1904 e intesa a celebrare il cinquantesimo anniversario della definizione dogmatica, da parte di Pio IX, dell'immacolata concezione di Maria, la madre di Gesù.

## Maria come Mediatrice di tutte le grazie
San Pio X, assumendo implicitamente la posizione di Gabriele Roschini nella disputa teologica con Sebastian Tromp, dichiarò che la Vergine Maria è Mediatrice di tutte le grazie, usando la metafora del collo: se Cristo è il capo della Chiesa, la Vergine Maria è il collo di questo capo mediante il quale scorre tutta la linfa vitale che può giungere a tutte le membra della Chiesa.
 L'enciclica afferma: